# Bilice
Bilice es un municipio de Croacia en el condado de Šibenik-Knin.

## Geografía
Se encuentra a una altitud de 10 m s. n. m. a 347 km de la capital nacional, Zagreb.

## Demografía
En el censo 2011 el total de población del municipio fue de 2 307 habitantes, no existiendo localidades dependientes.
| Gráfica de población de Bilice 1857-2011                            |
|                                                                     |
| Según los censos de población de la oficina estadística de Croacia. |